# العلاقات الأيرلندية الكينية
العلاقات الأيرلندية الكينية هي العلاقات الثنائية التي تجمع بين جمهورية أيرلندا وكينيا.

## مقارنة بين البلدين
هذه مقارنة عامة ومرجعية للدولتين:
| وجه المقارنة                                              | جمهورية أيرلندا                                       | كينيا                         |
| --------------------------------------------------------- | ----------------------------------------------------- | ----------------------------- |
| المساحة (كم2)                                             | 70.27 ألف                                             | 581.31 ألف                    |
| عدد السكان (نسمة)                                         | 4.76 مليون                                            | 48.47 مليون                   |
| الكثافة السكانية (ن./كم²)                                 | 67.74                                                 | 83.38                         |
| العاصمة                                                   | دبلن                                                  | نيروبي                        |
| اللغة الرسمية                                             | اللغة الأيرلندية، لغة إنجليزية، الإنجليزية الأيرلندية | اللغة السواحلية، لغة إنجليزية |
| العملة                                                    | جنيه أيرلندي، يورو، عملات اليورو الأيرلندية           | شيلينغ كيني                   |
| الناتج المحلي الإجمالي (بليون دولار)                      | 333.73 مليار                                          | 74.94 مليار                   |
| الناتج المحلي الإجمالي (تعادل القوة الشرائية) بليون دولار | 318.16 مليار                                          | 142.24 مليار                  |
| الناتج المحلي الإجمالي الاسمي للفرد دولار أمريكي          | 61.13 ألف                                             | 1.38 ألف                      |
| الناتج المحلي الإجمالي للفرد دولار أمريكي                 |                                                       | 2.95 ألف                      |
| مؤشر التنمية البشرية                                      | 0.916                                                 | 0.548                         |
| رمز المكالمات الدولي                                      | +353                                                  | +254                          |
| رمز الإنترنت                                              | .ie                                                   | .ke                           |
| المنطقة الزمنية                                           | 00، ت ع م+01:00، أوروبا/دبلن ‏                         | ت ع م+03:00                   |

## منظمات دولية مشتركة
يشترك البلدان في عضوية مجموعة من المنظمات الدولية، منها:
| علم المنظمة | اسم المنظمة                               | تاريخ انضمام جمهورية أيرلندا | تاريخ انضمام كينيا |
| ----------- | ----------------------------------------- | ---------------------------- | ------------------ |
|             | مؤسسة التنمية الدولية                     | 22 ديسمبر 1960               | 3 فبراير 1964      |
|             | يونسكو                                    | 3 أكتوبر 1961                | 7 أبريل 1964       |
|             | وكالة ضمان الاستثمار متعدد الأطراف        | 27 أكتوبر 1989               | 28 نوفمبر 1988     |
|             | الأمم المتحدة                             | 14 ديسمبر 1955               | 16 ديسمبر 1963     |
|             | الفريق المعني برصد الأرض                  | ?                            | ?                  |
|             | الاتحاد البريدي العالمي                   | ?                            | ?                  |
|             | البنك الدولي للإنشاء والتعمير             | 8 أغسطس 1957                 | 3 فبراير 1964      |
|             | الاتحاد الدولي للاتصالات                  | 8 ديسمبر 1923                | 11 أبريل 1964      |
|             | منظمة حظر الأسلحة الكيميائية              | ?                            | ?                  |
|             | مؤسسة التمويل الدولية                     | 11 سبتمبر 1958               | 3 فبراير 1964      |
|             | المركز الدولي لتسوية المنازعات الاستشارية | 7 مايو 1981                  | 2 فبراير 1967      |
|             | منظمة التجارة العالمية                    | ?                            | 1995               |
|             | منظمة الشرطة الجنائية الدولية             | ?                            | ?                  |

## وصلات خارجية
- موقع وزارة الخارجية الأيرلندية
- موقع وزارة الخارجية الكينية